# بريتسي
بَرَزُّو أو برزوا أو (نقحرة: بريتسي) (بالإيطالية: Prizzi)‏ هي بلدية في مقاطعة باليرمو في صقلية الإيطالية.

## السكان
في سنة 1861 بلغ عدد السكان 11٬478 نسمة، وتطور العدد ليصل في سنة 2011 لـ 5٬055 نسمة.
يظهر هذا المخطط البياني تطور النمو السكاني لـ بريتسي

## أعلام
- باول بيتر راو